# Bitwa pod Contreras
Bitwa pod Contreras, znana również jako bitwa pod Padierną, miała miejsce w nocy z 19 na 20 sierpnia 1847 roku pomiędzy Stanami Zjednoczonymi i Meksykiem podczas wojny amerykańsko-meksykańskiej.
Amerykanie, maszerujący na miasto Meksyk od strony Puebla, natknęli się na silnie umocnioną pozycję wokół fortecy El Penon i jeziora Texuco. Obchodząc jeziora Chalco i Xochimilco od południa natknęli się na wojska Santa Anny pod Contreras.
Połowa meksykańskich oddziałów została zmuszone przez armię amerykańską, dowodzoną przez generała Winfielda Scotta, do wycofania się na pozycje obronne w pobliżu Churubusco, gdzie następnego dnia miała miejsce bitwa pod Churubusco, zaś reszta schroniła się w murach stolicy i pobliskiej twierdzy Chapultepec.